# Yokoi Kinkoku
Yokoi Kinkoku fue un poeta y pintor japonés del Período Edo, que fue también monje budista. Nació en Kusatsu en 1761, donde también murió, en 1832.